# هیو میچل (بازیگر)
هیو میچل (انگلیسی: Hugh Mitchell؛ زادهٔ ۷ سپتامبر ۱۹۸۹) یک هنرپیشه اهل بریتانیا است. وی از سال ۲۰۰۲ میلادی تاکنون مشغول فعالیت بوده‌است.
از فیلم‌ها یا برنامه‌های تلویزیونی که وی در آن نقش داشته است می‌توان به هری پاتر و تالار اسرار و رمز داوینچی اشاره کرد.